# Сентр (аэропорт)
Муниципальный аэропорт Сентр (англ. Centre Municipal Airport), (FAA LID: C22) — государственный гражданский аэропорт, расположенный в шести километрах к востоку от центральной части города Сентр (округ Чероки, Алабама, США).

## Операционная деятельность
Муниципальный аэропорт Сентр занимает площадь в 17 гектар, расположен на высоте 189 метров над уровнем моря и эксплуатирует одну взлётно-посадочную полосу:
- 9/27 размерами 1037 x 24 метров с асфальтовым покрытием.

За период с 8 июня 2000 года по 8 июня 2001 года муниципальный аэропорт Сентр обработал 4325 операций взлётов и посадок самолётов (в среднем 12 операций ежедневно), все рейсы в указанном периоде пришлись на военную авиацию и авиацию общего назначения.